# Beatrice Long
Beatrice Long, née à Taïwan, est une pianiste classique et professeur de musique au Brooklyn College ; elle se produit seule ou en duo avec sa sœur Christina.